# Joachim Lerche
Joachim Lerche (21 de marzo de 1973) es un deportista alemán que compitió en remo. Ganó una medalla de oro en el Campeonato Mundial de Remo de 1995, en la prueba de ocho con timonel.

## Palmarés internacional
| Campeonato Mundial | Campeonato Mundial  | Campeonato Mundial | Campeonato Mundial |
| Año                | Lugar               | Medalla            | Prueba             |
| ------------------ | ------------------- | ------------------ | ------------------ |
| 1995               | Tampere (Finlandia) | Medalla de oro     | Ocho con timonel   |